# Seznam armad Vojske Jugoslavije
Seznam armad VJ.

## Seznam
- 1. armada VJ
- 2. armada VJ
- 3. armada VJ